# Fichier de sourçage
Un fichier de sourçage (source map en anglais) met en correspondance le code source d'un programme écrit dans un langage de programmation avec sa version compilée, compilée source à source ou transformée par un Préprocesseur. 